# Candace Glendenning
Candace Glendenning est une actrice anglaise, née à Londres le 9 août 1953.

## Biographie
Elle commence sa carrière en 1968, avec la série TV The Tyrant King, elle joue aussi la grande-duchesse Maria Nikolaïevna dans Nicolas et Alexandra (1971), puis on la retrouve dans des films d'horreur comme La Tour du diable (1972), Le Théâtre de l'angoisse (1972) et Esclave de Satan (1976). Elle a aussi joué à la télévision pour des séries comme Dixon of Dock Green (1975), Blake's 7 (1979) et Angels (1982).
1982 est la date de la fin de sa carrière cinématographique. Aujourd'hui, Candace Glendenning vit avec sa famille dans le Norfolk.
Elle est mariée depuis décembre 1988, avec Alan Smith et ils ont eu deux enfants.

## Filmographie

### au cinéma
- 1969 : Les Belles Années de miss Brodie : écolière (pas crédité)
- 1971 : Up Pompeii (en) : Jeune fille
- 1971 : Nicolas et Alexandra : Maria Nikolaïevna
- 1972 : La Tour du diable : Penny Read
- 1972 : Le Rideau de la mort : Sarah Hales
- 1976 : Esclave de Satan : Catherine Yorke

### Télévision

#### Téléfilms
- 1974 : La Poursuite aux diamants : Elizabeth (pas crédité)

#### Séries télévisées
- 1968 : The Tyrant King : Charlotte Hallen (comme Candy Glendenning) (6 épisodes)
- 1971 : The Expert : Clare Neale (comme Candice Glendenning) (1 épisode)
- 1971-1973 : BBC Play of the Month : Anya Hvostov (comme Candice Glendenning) / Beatie Tomlinson / Rose (3 épisodes)
- 1972 : The Main Chance : Denny Ferman (1 épisode)
- 1972 : La légende des Strauss : Rosa (comme Candice Glendenning) (1 épisode)
- 1974 : Le Monde merveilleux de Disney : Elizabeth (3 épisodes)
- 1975 : Jackanory Playhouse : Yseult (1 épisode)
- 1975 : Dixon of Dock Green : Ruthy Melbourne (1 épisode)
- 1975 : Looking for Clancy : Wendy (1 épisode)
- 1975 : Ten from the Twenties : Paula Gonzales (1 épisode)
- 1976 : Play for Today : Annabel (1 épisode)
- 1976 : Scene : Maggie (2 épisodes)
- 1977 : Ripping Yarns (en) : Dora (1 épisode)
- 1977 : Rainbow (1 épisode)
- 1979 : Blake's 7 : Rashel (1 épisode)
- 1980 :  Flesh and Blood : Angela (5 épisodes)
- 1982 : Angels : Camilla Lomax (1 épisode)